# 南安湘郡
南安湘郡，中国南北朝时设置的郡。
南朝梁时置南安湘郡，治安南县（今湖南华容县东二里赵家湖侧）。辖境相当今湖南省华容、南县等县。南梁灭亡后，南安湘郡属于王琳。南陈在天嘉元年（560年）废南安湘郡，安南县属于南平郡。